# Amour poste restante
Pour plus de détails, voir Fiche technique et Distribution.
Amour poste restante (titre original : In the Good Old Summertime), est un film musical américain en Technicolor réalisé par Robert Z. Leonard, sorti en 1949.
Il s'agit du remake musical de Rendez-vous (The Shop Around the Corner) d'Ernst Lubitsch (1940), avec Margaret Sullavan et James Stewart.

## Synopsis
À Chicago, Andrew, premier vendeur dans un magasin de musique, embauche à contrecœur Veronica dans son équipe. Ils ne cessent de se chamailler, ignorant qu'ils entretiennent parallèlement une correspondance amoureuse l'un avec l'autre.

## Fiche technique
- Titre : Amour poste restante
- Titre original : In the Good Old Summertime
- Réalisation : Robert Z. Leonard
- Scénario : Albert Hackett, Frances Goodrich, Ivan Tors et Buster Keaton (non crédité)
  - d'après la pièce de théâtre Parfumerie de Miklós László (1937)
- Production : Joe Pasternak
- Société de production : Metro-Goldwyn-Mayer
- Musique : George Stoll (non crédité)
- Direction séquences musicales : Robert Alton
- Costumes : Irene et Valles
- Direction artistique : Randall Duell et Cedric Gibbons
- Photographie : Harry Stradling Sr., assisté de Sam Leavitt (cadreur, non crédité)
- Montage : Adrienne Fazan
- Pays de production :  États-Unis
- Langue originale : anglais américain
- Société de distribution : Loew's Inc.
- Format : couleur (Technicolor) — son : mono (Western Electric Sound System)
- Genre : comédie romantique et film musical
- Durée : 102 minutes
- Dates de sortie :
  - États-Unis 29 juillet 1949
  - France : 10 mai 1950

## Distribution
- Judy Garland : Veronica Fisher
- Van Johnson : Andrew Delby Larkin
- S. Z. Sakall : Otto Oberkugen
- Spring Byington : Nellie Burke
- Clinton Sundberg : Rudy Hansen
- Buster Keaton : Hickey
- Marcia Van Dyke : Louise Parkson
- Lillian Bronson : Tante Addie
- Liza Minnelli : le bébé